# Vilanova de la Ribera
Vilanova de la Ribera ([bilə'nɔβəðələri'βeɾə], antigament Vilanova de Roter, en francès Villeneuve-la-Rivière) és un poble, cap de la comuna del mateix nom, de 1.292 habitants el 2013, de la comarca del Rosselló, a la Catalunya del Nord. Inicialment havia depès de Baó.

## Etimologia
Es tracta d'un topònim romànic de caràcter descriptiu: és la vila nova que s'establí en la ribera de la Tet. El nom antic, Vilanova de Roter, probablement seria pel seu fundador o propietari, d'origen franc, a partir del nom de persona Rotardus o Rotarius. A partir del segle xv es va començar a anomenar «de la Ribera» com tota la vall baixa de la Tet.

## Geografia

Situació de la comuna de Vilanova de la Ribera en el Rosselló

El terme comunal de Vilanova de la Ribera, d'una extensió de 43.800 hectàrees, és a la comarca del Riberal de la Tet, a l'esquerra de la Tet; tanmateix, només toca la llera del riu just al racó sud-est del terme, ja que a la resta és el terme del Soler el que ocupa la riba esquerra de la Tet.
Més de la meitat del terme, la septentrional, pertany a la terrassa alta de la superfície vilafranquiana, i és totalment dedicada al conreu de la vinya. Després d'un talús que separa les dues zones, es troba la terrassa del quaternari recent, on hi ha el poble i les zones de regadiu. Per dessota, més a prop de la llera de la Tet, es troba la terrassa del quaternari actual, al·luvial, tot i que la major part pertany al terme del Soler.
A l'extrem nord del terme hi ha dos dels molins de vent del conjunt que alimenten la Central transformadora de Baixàs. Tots dos molins són, però, just sobre el límit del terme, en un cas amb Baixàs, i en l'altre amb Calce.
Termes municipals limítrofs:
| Calce                | Baixàs   |     |
| Pesillà de la Ribera |          | Baó |
|                      | El Soler |     |

### El poble de Vilanova de la Ribera

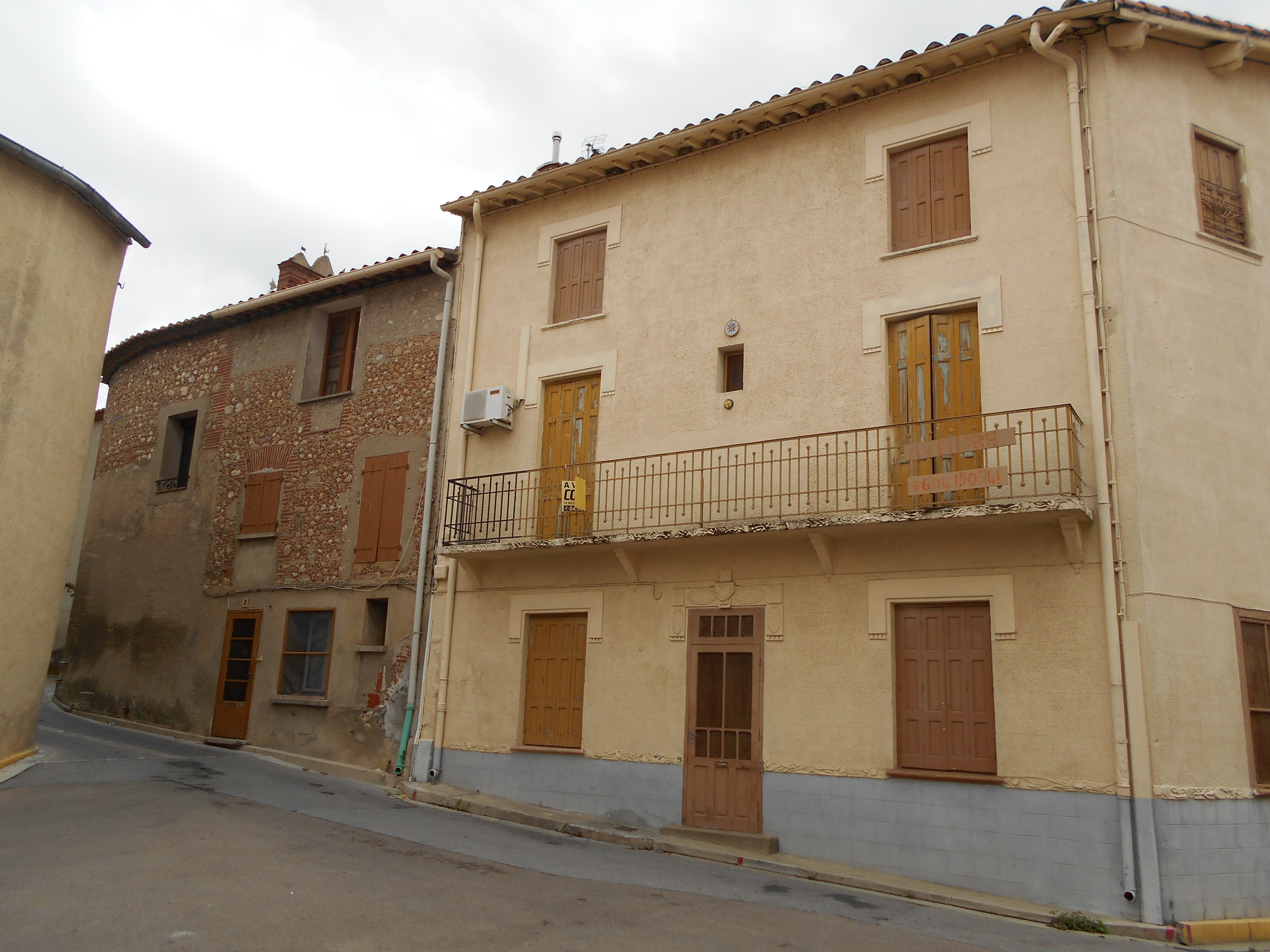
Estreta entrada a la cellera de Vilanova de la Ribera

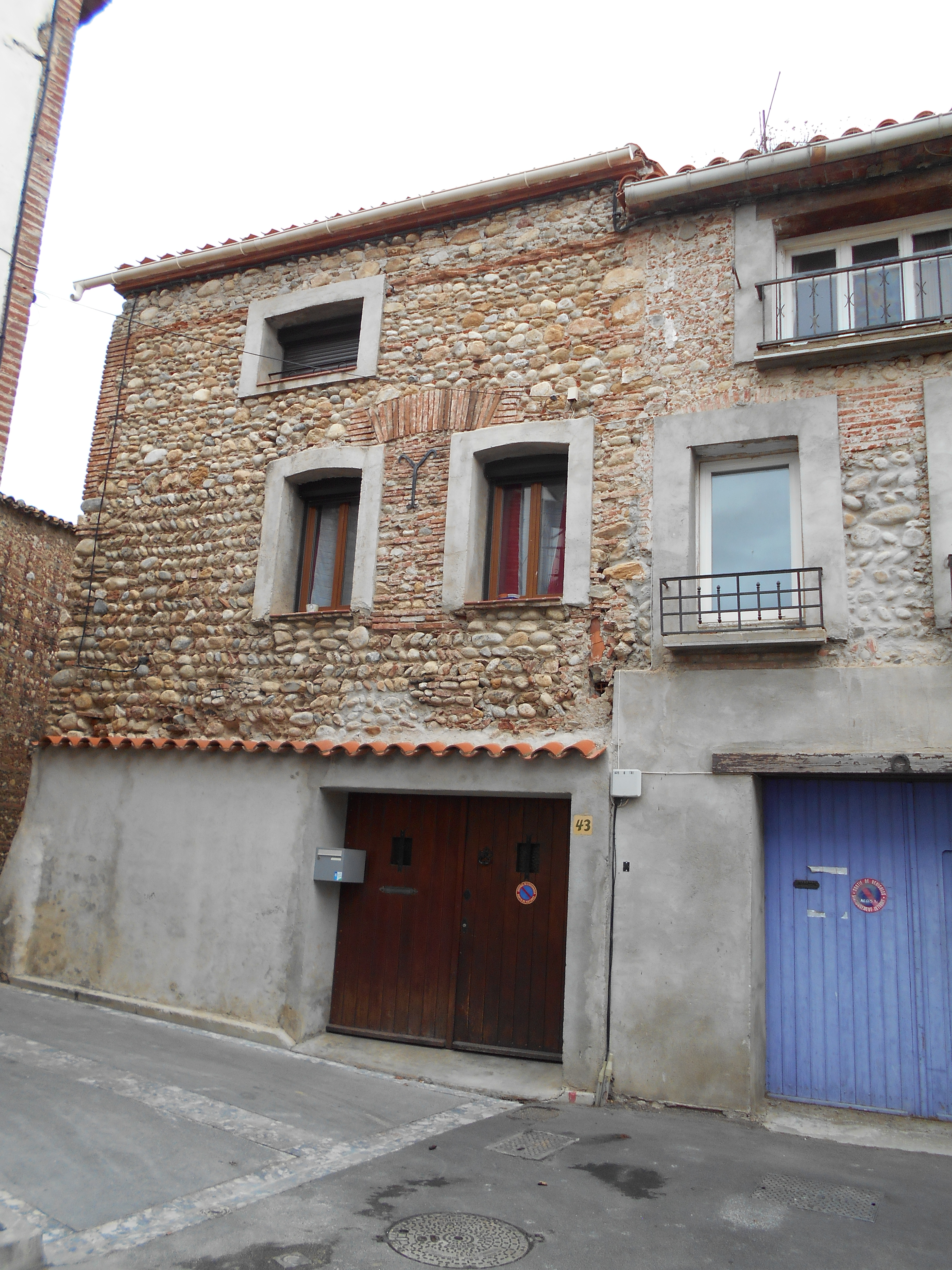
Restes de les muralles de Vilanova de la Ribera, a l'interior de la cellera

Com molts altres pobles rossellonesos, Vilanova de la Ribera té el seu origen en la cellera formada a l'entorn de l'església parroquial de Sant Joan Evangelista i el seu cementiri, al costat mateix del temple. Aquest nucli primigeni va créixer encara en època medieval amb els barris del Camí Ral, dels Carrer dels Horts, del Carrer Nou, del Castell i d'un barri anomenat, curiosament els Barris.
Com es pot observar en l'apartat de població, Vilanova de la Ribera va estar molts anys sense a penes créixer, fins a darreries del segle xx i primers anys del XXI, quan l'efecte de conurbació de Perpinyà ha fet aparèixer urbanitzacions com la Vernosa, i el nucli urbà s'ha estès, sobretot cap a ponent.

### Els masos del terme
El terme de Vilanova de la Ribera, a causa de la seva poca extensió, té un nombre molt limitat de construccions fora del nucli de població. S'hi troben, però, el Casot de la Tifú, el Casot del Basset, el Casot del Camp Montalt, o Casot del Pla, el Casot del Foixonet, el Casot del Ciego, el Casot d'en Donzell, el Casot d'en Nierga, le Château, el Mas de l'Estrada, el Mas del Padrí, el Mas d'en Fabressa, el Mas d'en Gelis i el Molí, abans Molí d'en Talairac. És ja en ruïnes el Mas d'Amanric, i és un nom antic, ja en desús i oblidat, el Mas de la Febre, o Mas Lefèvre. Cal tenir en compte també l'Oratori del Rosari, i un seguit de ponts, algun d'ells ja desaparegut: el Pont de Fusta, abans Pas d'en Mossó Jaume, el Pont del Manadell, el Pont de les Gorgues, abans dels Horts, el Pontet de la Vernosa, el Pontet de na Caterina i el Pont Nou.

### Els cursos d'aigua
Com els altres pobles del Riberal, abunden en aquests els canals d'irrigació, alguns també de drenatge: l'Agulla, l'Agulla Cabdal, o Agulla dels Alous (fa les dues funcions), la de la Devesa, la de la Magdalena, o del Pas del Veguer, la de la Vernosa (continuació de l'Agulla de l'Agafa), la del Botàs, la de l'Agafa, o de les Gafes, abans Agulla Grossa del Bosc, la del Pla, la de Sant Francesc, la dels Palaus (les tres darreres, amb totes dues funcions), l'Eixau, les Partides del Rec del Vernet i del Rec de Baó, el Rabeig, el Rec de Baó, o la Bassa, (també tots dos amb les dues funcions), el Rec del Vernet i Pià, l'Ull, o la Vana, del Rabeig, l'Ull de l'Agulla de la Devesa, l'Ull, o la Vana, o la Resclosa, de l'Agulla del Pla, abans els Madriers i l'Ull de l'Eixau (nom ja antic), a més de la presa del Passadís de la Billeraga.
Els cursos d'aigua que no pertanyen a la xarxa de canals de rec i de drenatge són, la Tet a part, el Manadell, o Canal o Còrrec del Manadell, abans Agulla de la Plançonada, que és un torrent canalitzat, el Còrrec del Perelloner, dit de la Mosca a Baó, el de la Bula, o de l'Om, el de la Pedrera, el de les Gorgues, el del Manadell, el dels Siurers, o Agulla de Blanes.
Algunes fonts destacades es troben en aquest terme: la Font (en realitat, pou artesià), la Font d'en Bertran (desapareguda; era al Pont Nou) i la Font d'en Duran (també desapareguda; era al Camí de la Vernosa).

### El relleu
Alguns dels topònims d'aquest terme reflecteixen formes de relleu: clots: el Clot del Manadell; comes: la Fossa, o Coma de la Bula; costes: la Costa, o la Costa dels Baixanencs, la Costa de la Garriga, la Costa del Fornàs; plans: el Pla de la Garriga, el Pla de Vilanova, i serres i serrats: el Serrat del Jutge.

### El terme comunal
Les partides cadastrals i indrets específics del terme de Vilanova de la Ribera són els següents: els Alous, la Baixanenca, el Bosc de la Boja, els Boscos, la Califòrnia, la Calavera, o la Calvera, el Camí de Pesillà, el Camí de Vilanova, el Camp de la Creu, el Camp de la Sagauda, el Camp del Cabrer, el Camp de l'Era, el Camp del Gorg, el Camp del Negre, el Camp del Tibat, el Camp del Vern, o les Set Aiminades, el Camp de Norelles, el Camp de l'Obra, el Camp dels Tords, el Camp d'en Bula, el Campet, el Camp Montal, el Caular, o els Caulassos, les Cinc Aiminades, la Colomina, la Fàbrica, anteriorment Colomina de les Terrenes, la Farda, la Font, el Fornàs, l'Herent, l'Hort de les Bruixes, els Horts Petits, els Mallolets, el Manadell, les Martines, el Mas del Padrí, el Mas d'en Falguera, la Mollera, l'Oliveda, els Palaus, la Pallera, les Partides, el Pas del Veguer, la Pedra Dreta, la Pedra Dreta, el Perelloner, el Perelloner Gran, el Perelloner Petit, la Picota, la Plançonada, el Pont Nou, el Prat de la Menereta, els Quatre Camins, el Riberal, la Siureda, o els Siurers, el Tamariu, els Tres Cóms, la Vernosa, abans el Bosc, els Vims i el Vinyot de la Paret. Alguns són ja noms antics, en desús, com el Bogatar, el Camp de l'Hortolà, el Camp de Vilanova, o dels Genovesos, el Castanyer, la Colomina (una de diferent de l'anterior), les Femades, el Glevasser, l'Oliveda de les Disputes, els Perellons, o Perillós i la Rua, o Colomina de la Rua. Alguns topònims són per a designar senyals termenals, com l'Oliu, el Piló de la Garriga del Fabra, el Piló del Fornàs, el Piló del Manadell, la Termenera del Camí de Baixàs.

## Transports i comunicacions

### Carreteres
Travessen el terme de Vilanova de la Ribera quatre carreteres: la D - 1 (Estagell - D - 614, a Pesillà de la Ribera) que entra en el terme de Vilanova de la Ribera per l'extrem sud-oest i seguint la direcció oest-est arriba al poble i després continua cap a Baó. Uneix Estagell amb Vilanova de la Ribera en 12,8 quilòmetres de recorregut; cap a llevant s'adreça cap a Baó (6 quilòmetres), i Sant Esteve del Monestir (7,2).
La D - 1a (Vilanova de la Ribera - D - 614 a Vilanova de la Ribera), que en un breu traçat de menys de dos quilòmetres s'adreça cap al nord per tal d'enllaçar amb aquella carretera i amb una de local que va a Sant Esteve del Monestir.
La D - 39 (D - 1, a Pesillà de la Ribera - D - 916 al Soler), que té unes característiques molts semblants a l'anterior.
La D - 614 (D-900, a Pià - D - 612, a Millars), que no passa pel poble, sinó que travessa l'extrem nord del terme, procedeix de Baixàs, i mena a Ribesaltes, Paretstortes, Baixàs, Pesillà de la Ribera, Cornellà de la Ribera i Millars (a 7).
La D -614a variant de l'anterior que mena a l'abocador d'escombraries del terme de Calce, arrenca del terme de Vilanova de la Ribera, travessa un tros del de Baixàs i acaba a l'abocador. Travessa també l'extrem nord del terme vilanoví, i no afecta directament aquest poble.
La D - 616 (D - 614, a Vilanova de la Ribera - D - 900 i D - 900a, a Perpinyà), que travessa el terme de Vilanova de la Ribera d'oest a est pel terç nord del terme de Vilanova de la Ribera, i no porta a cap població en concret ni passa pel poble, sinó que forma part de la xarxa d'autovies i carreteres de primer ordre de la conurbació perpinyanesa.
Finalment, la carretera local abans esmentada que connecta Sant Esteve del Monestir amb les carreteres D - 1a i D - 614, que també travessa al biaix, de sud-est a nord-oest, el terç superior del terme comunal.

### Transport públic col·lectiu
Vilanova de la Ribera té servei de transport públic amb la línia 17 de la Companyia de Transports Perpinyà Mediterrani (CTPM), (Sant Feliu d'Avall - Pesillà de la Ribera), que uneix les poblacions de Sant Feliu d'Avall, el Soler, Perpinyà, Sant Esteve del Monestir, Baó, Vilanova de la Ribera i Pesillà de la Ribera. Aquesta línia ofereix entre quinze i divuit serveis diaris de dilluns a dissabte, segons en quina direcció circuli; no tots els serveis fan el trajecte complet. Diumenge i els dies festius ofereix quatre serveis en cada direcció, també amb orígens i destins variables.
També disposa, com a tota la Catalunya Nord, del servei TAD (Transport a la demanda), amb el qual es pot demanar un transport específic si hi ha un nombre suficient d'usuaris els dimecres el matí.

### Els camins del terme
Els camins del terme de Vilanova de la Ribera que són interns del seu terme comunal són el Camí de la Califòrnia, el de la Costa de la Garriga, el de la Fossa, el de la Garriga, el de la Mollera, el de la Pedra Dreta, el de la Plançonada, el de la Tor, el de la Vernosa, o Carrerassa, el del Camp del Cabrer, o de la Peirassa, el del Camp del Gorg, el del Casot del Ciego, el de l'Estrada, el de les Vinyes, el del Mas d'Amanric, el del Rec del Pla, el dels Alous, el dels Caulassos, el del Molí de Santa Eugènia i la Ruta del Mas de Blanes.
D'altres camins comuniquen amb els pobles dels voltants: el Camí del Fornàs, o de Calce, el del Riberal, el dels Boscos, o de la Ribera, o del Soler, el dels Palaus, dit a Pesillà Camí dels Castanyers, el de Pesillà a Calce, el Camí Vell de Baó a Calce, el Camí Vell del Riberal, la Ruta, o Camí, de Baixàs, la Ruta de Baó, la Ruta de Baó a Pesillà, la Ruta de Pesillà i la Travessa del Soler.

## Activitats econòmiques
El conreu més important és el de la vinya. Ocupa més de la meitat de la superfície conreada, i es reparteix aproximadament al cinquanta per cent entre vins comuns i vins de denominació d'origen controlada. A continuació venen les hortalisses, amb conreu d'escaroles, enciams, tomàquets, julivert, carxofes, patates primerencs, espàrrecs i mongetes; ocupen aproximadament una quarta part de les terres. Finalment, s'hi troba una certa producció de fruita, amb préssecs, albercocs i pomes, sobretot. La principal activitat industrial és una fàbrica d'embalatges.

## Història

### Edat mitjana
Vilanova de la Ribera és documentada des del 843 en les delimitacions de Baó: in fines de Villanova. Es repeteix la cita els anys 976 i 988. El 991 surt com a Villanova quae vocant Roter, apel·latiu que, amb diverses formes, es repeteix en diversos documents dels segles I i XI. Fins a darreries del segle xv no es generalitza la denominació actual del poble. L'any 996, Ermetruda i el seu fill Guerau es fan, en un bescanvi amb Frèdol, que després seria bisbe d'Elna, l'església de Sant Joan qui est in Vilanova que vocant Rotari. El 991 és Cuixà qui adquireix alous a Vilanova de la Ribera, alous que va anar augmentant posteriorment en diverses transaccions. El 1035, per exemple, Guerau de Vilanova, amb la seva muller Ava i el seu fill Bernat cedien el canal que des de Vilanova de Roter duia aigua a Baó. Per tant, es veu l'existència d'una família de Vilanova que en tenia el senyoriu.
A finals del segle xii el senyor era Gombau de Malloles, possiblement descendent dels de Vilanova. Fou ell qui cedí part del territori de Vilanova de la Ribera a Santa Maria d'Espirà d'Aglí, priorat que degué adquirir la resta del territori, fet que confirma Sanç el 1312. El priorat de Santa Maria d'Espirà es convertí en abadia de Santa Maria de la Real, i conservà la senyoria de Vilanova de la Ribera fins a la Revolució Francesa.

## Demografia

### Demografia antiga
La població està expressada en nombre de focs (f) o d'habitants (h)
| Evolució demogràfica de Vilanova de la Ribera entre 1358 i 1790 | Evolució demogràfica de Vilanova de la Ribera entre 1358 i 1790 | Evolució demogràfica de Vilanova de la Ribera entre 1358 i 1790 | Evolució demogràfica de Vilanova de la Ribera entre 1358 i 1790 | Evolució demogràfica de Vilanova de la Ribera entre 1358 i 1790 | Evolució demogràfica de Vilanova de la Ribera entre 1358 i 1790 | Evolució demogràfica de Vilanova de la Ribera entre 1358 i 1790 | Evolució demogràfica de Vilanova de la Ribera entre 1358 i 1790 | Evolució demogràfica de Vilanova de la Ribera entre 1358 i 1790 | Evolució demogràfica de Vilanova de la Ribera entre 1358 i 1790 | Evolució demogràfica de Vilanova de la Ribera entre 1358 i 1790 | Evolució demogràfica de Vilanova de la Ribera entre 1358 i 1790 | Evolució demogràfica de Vilanova de la Ribera entre 1358 i 1790 | Evolució demogràfica de Vilanova de la Ribera entre 1358 i 1790 | Evolució demogràfica de Vilanova de la Ribera entre 1358 i 1790 | Evolució demogràfica de Vilanova de la Ribera entre 1358 i 1790 |
| 1358                                                            | 1365                                                            | 1378                                                            | 1424                                                            | 1515                                                            | 1553                                                            | 1643                                                            | 1709                                                            | 1720                                                            | 1730                                                            | 1755                                                            | 1767                                                            | 1774                                                            | 1789                                                            | 1790                                                            |                                                                 |
| --------------------------------------------------------------- | --------------------------------------------------------------- | --------------------------------------------------------------- | --------------------------------------------------------------- | --------------------------------------------------------------- | --------------------------------------------------------------- | --------------------------------------------------------------- | --------------------------------------------------------------- | --------------------------------------------------------------- | --------------------------------------------------------------- | --------------------------------------------------------------- | --------------------------------------------------------------- | --------------------------------------------------------------- | --------------------------------------------------------------- | --------------------------------------------------------------- | --------------------------------------------------------------- |
| 15 f                                                            | 19 f                                                            | 10 f                                                            | 8 f                                                             | 9 f                                                             | 2 f                                                             | 17 f                                                            | 33 f                                                            | 50 f                                                            | 40 f                                                            | 40 F                                                            | 204 h                                                           | 40 f                                                            | 50 f                                                            | 228 h                                                           |                                                                 |

Font: Pélissier 1986

### Demografia contemporània
| Evolució de la població |      |      |      |      |      |      |      |      |
| 1793                    | 1800 | 1806 | 1821 | 1831 | 1836 | 1841 | 1846 | 1851 |
| 213                     | 212  | 244  | 293  | 338  | 343  | 351  | 391  | 404  |

| 1856 | 1861 | 1866 | 1872 | 1876 | 1881 | 1886 | 1891 | 1896 |
| ---- | ---- | ---- | ---- | ---- | ---- | ---- | ---- | ---- |
| 389  | 411  | 418  | 444  | 470  | 508  | 558  | 568  | 573  |

| 1901 | 1906 | 1911 | 1921 | 1926 | 1931 | 1936 | 1946 | 1954 |
| ---- | ---- | ---- | ---- | ---- | ---- | ---- | ---- | ---- |
| 590  | 554  | 549  | 542  | 521  | 528  | 520  | 498  | 565  |

| 1962 | 1968 | 1975 | 1982 | 1990 | 1999  | 2006  | 2008  | 2011  |
| ---- | ---- | ---- | ---- | ---- | ----- | ----- | ----- | ----- |
| 609  | 632  | 569  | 910  | 901  | 1.052 | 1.292 | 1.317 | 1.298 |

| 2013  |
| ----- |
| 1.292 |

Fonts: Ldh/EHESS/Cassini fins al 1999, després INSEE a partir deL 2004

### Evolució de la població

Població 1962-2008

## Administració i política

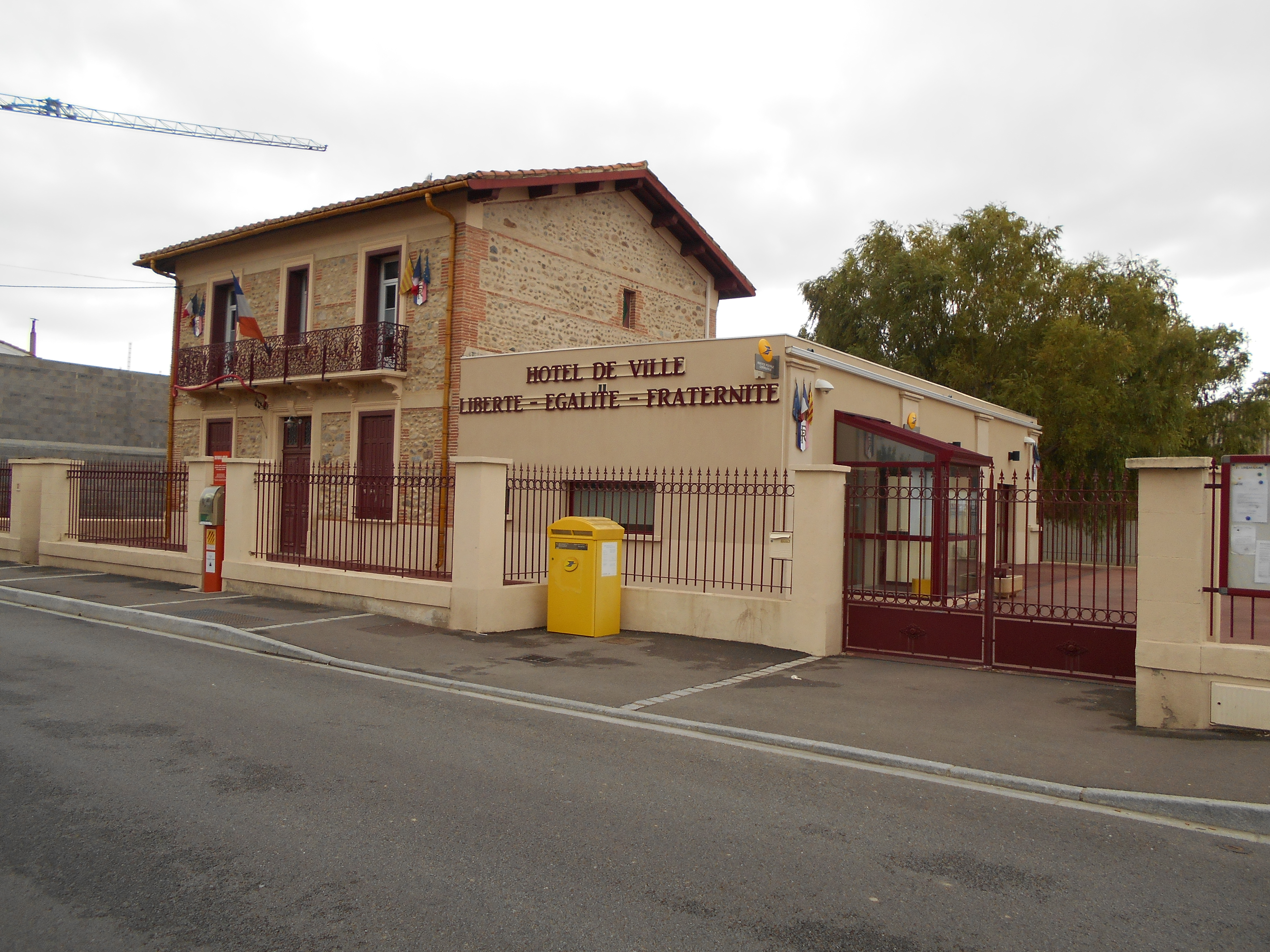
La Casa del Comú de Vilanova de la Ribera

### Batlles[5]
| Període                       | Nom              | Opció política | Comentaris |
| ----------------------------- | ---------------- | -------------- | ---------- |
| Març del 2001 - Març del 2014 | Jacques Marrasse |                |            |
| Març del 2014 - Moment actual | Patrick Pascal   |                |            |

### Legislatura 2014 - 2020

#### Batlle
- Patrick Pascal.

#### Adjunts al batlle
- 1a: Christine Ruiz, encarregada de l'Escola, Infància, Joventut, Entorn i Quadre de vida
- 2n: Laurent Alsina, encarregat del Personal comunal
- 3a: Claire Marrasse, encarregada de Comunicació, Cultura i Patrimoni
- 4t: Freidrich Anne, encarregada de Finances i Pressupost.

#### Consellers municipals
- Jean-Louis Arcour, encarregat d'Urbanisme
- Pierre Henri Dauriac
- Laurent Freixe
- Christel Hugues
- Marie-France Orella
- Christian Piques
- Marie-Carmen Puig
- Fatima Souci
- Henri Thorent
- Claude Valentini, Vicepresident del CCAS.

### Adscripció cantonal

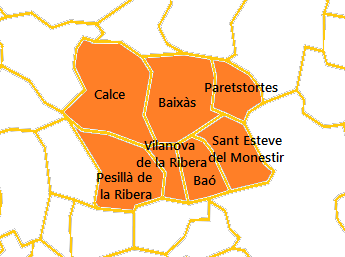
Mapa del Cantó del Riberal

A les eleccions cantonals del 2015 el poble de Vilanova de la Ribera ha estat inclòs al Cantó del Riberal, juntament amb Baixàs, Bao, Calce, Paretstortes i Pesillà de la Ribera, amb capitalitat al poble de Sant Esteve del Monestir (nou agrupament de comunes fruit de la reestructuració cantonal feta en saó de les eleccions cantonals i departamentals del 2015). Són consellers per aquest cantó Nathalie Piqué, adjunta al batlle de Pesillà de la Ribera, i Robert Vila, batlle de Sant Esteve del Monestir, tots dos de la Unió de Dreta.

## Ensenyament i Cultura

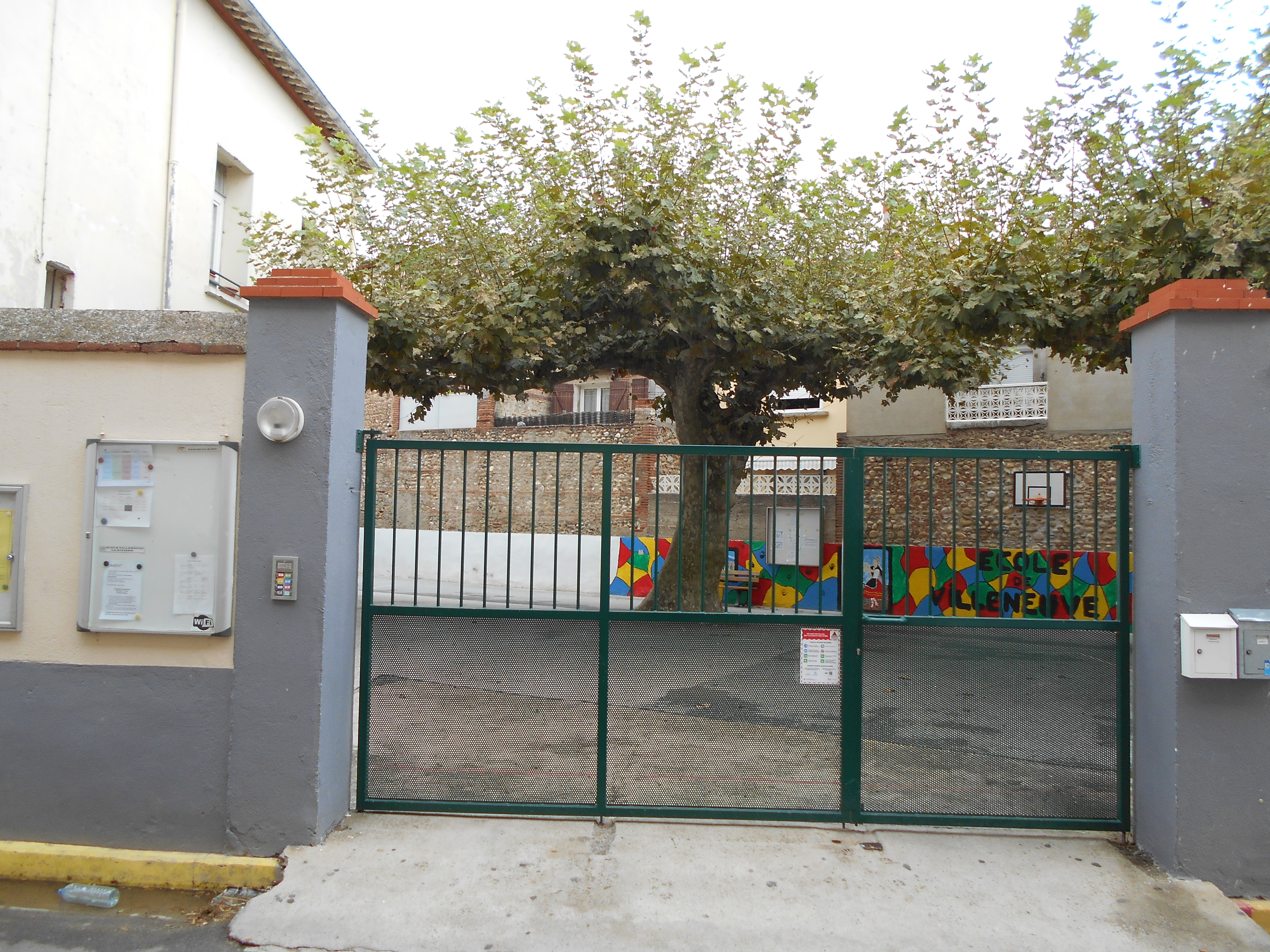
Escola de Vilanova de la Ribera

Vilanova de la Ribera disposa d'una escola de primària i d'una altra de maternal englobades en el mateix recinte i institució, amb una plantilla de sis mestres.

## Persones il·lustres
- Pere Garcia-Fons (Badalona, 1928), pintor badaloní que emigrà al Rosselló als 10 anys i que alternà residència i treball entre Vilanova de la Ribera i París.